# ディボールド

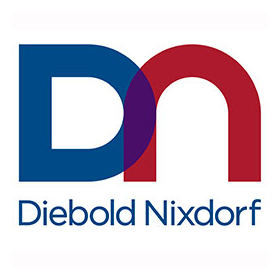
現在のディボールド・ニクスドーフのロゴ

ディボールド (Diebold) 社（ニューヨーク証券取引所: DBD）は、セキュリティーシステムの会社。主として、ATMのような自動取引システムの販売、製造、設置、保守、また、電子的、物理的なセキュリティー製品（貴重品保管庫や通貨処理システムを含む）、ソフトウェア、国際金融・商業市場の統合システムを業務としている。従業員は約23,000人。本部はオハイオ州のノースカントン市にある。
1859年にDiebold Bahmann Safe Companyとして創業。1876年8月にアメリカ合衆国オハイオ州で同州法の元、法人となった。2016年、ディボールドはドイツのウィンコール・ニクスドルフを合併してディボールド・ニクスドーフ(Diebold Nixdorf)となった。

## 脚註
1. ↑  
“History”. diebold.com 2019年4月17日閲覧。
2. ↑  
“Diebold successfully meets tender condition for Wincor Nixdorf shares”. diebold.com. (2016年3月24日) 2019年4月17日閲覧。